# Hærvejsruten
Hærvejsruten, også kendt som Rute 3, består af en cykelrute og en vandrerute. Her beskrives primært cykelruten, der er en af Danmarks nationale cykelruter. På siden om Hærvejen findes mere information om vandring. Hærvejscykelruten strækker sig fra Frederikshavn over Aalborg og Viborg til den dansk-tyske grænse ved Padborg. 
På strækningen fra Viborg til grænsen er der på mange strækninger sammenfald mellem cykel- og vandreruten. Fra Aalborg ned til Viborg har Hærvejscykelruten derimod sit helt eget forløb, der blandt andet går over Hobro. På den nordligste del af Hærvejsruten mellem Frederikshavn og Aalborg krydser cykelruten også flere gange spor med en forgrening af Hærvejsvandreruten.
Hærvejsruten er ligesom de øvrige nationale cykelruter anlagt, så ruten hovedsageligt går ad mindre veje. Dette drejer sig mest om asfalterede veje, men Hærvejsruten er dog en af de 11 nationale cykelruter med flest strækninger ad mindre skov- og markveje med grusbelægning, der ofte kan være af en ret grov beskaffenhed. I sin fulde længde er det således ikke en rute for cykler med meget smalle dæk.
Hærvejsruten var Danmarks første officielle nationale cykelrute. Ruten blev således allerede indviet i 1989 som resultatet af et samarbejde mellem de 5 daværende amter, som Hærvejen går gennem. Siden blev et helt netværk af nationale cykelruter etableret med inspiration i erfaringerne fra Hærvejscykelruten. I nord startede Hærvejscykelruten oprindeligt i Skiveren, men blev omlagt til Frederikshavn af hensyn til færgeforbindelserne. Derved opnåede man et komplet sammenfald mellem Hærvejscykelruten og EuroVelo 3 - Pilgrimsruten, der strækker sig fra Trondheim i Norge til Santiago de Compostela i Spanien.
Udover talrige kulturelle seværdigheder passerer Hærvejsruten også nogle af landets smukkeste naturområder. I syd oplever man for eksempel landskaber omkring Kongeåen og Jels søerne, i Midtjylland kan man tage en lille afstikker til Gudenåens og Skjernåens kilder og i Dollerup Bakker venter ikke blot nogle af rutens stejleste stignninger, men også en storslået udsigt over Hald Sø. Længere nordpå går ruten gennem Rold Skov tæt forbi Store Økssø og Rebild Bakker. Lige efter man har krydset over Limfjordsbroen til Nørresundby, kan man slå vejen forbi Lindholm Høje, Danmarks største oldtidskirkegård.